# Jõku jõgi
Jõku jõgi är ett vattendrag i Estland.   Det ligger i landskapet Valgamaa, i den södra delen av landet, 170 km söder om huvudstaden Tallinn.